# Liu Guoliang
Liu Guoliang (chiń. upr. 刘国梁; chiń. trad. 劉國樑; pinyin Liú Guóliáng; ur. 10 stycznia 1976 w Xinxiang) – chiński tenisista stołowy.
Największy sukces w swojej karierze odniósł w 1996 roku. Na Letnich Igrzyskach Olimpijskich w Atlancie zdobył dwa złote medale: w kategorii gry pojedynczej mężczyzn oraz w kategorii gry podwójnej mężczyzn (grał w parze z Kong Linghuiem).
Kolejne dwa medale olimpijskie, tym razem srebrny w grze podwójnej (również z Kong Linghuiem) i brązowy w grze pojedynczej zdobył cztery lata później na Letnich Igrzyskach Olimpijskich w Sydney.
Wielokrotnie zdobywał medale mistrzostw świata. Trzykrotnie był drużynowym mistrzem świata, w grze podwójnej dwukrotnie, a w grze pojedynczej i mieszanej zdobywał tytuły jeden raz.
Czynną karierę zawodniczą zakończył w 2001 r. Od 2003 r. jest głównym trenerem Narodowej Męskiej Drużyny Chin, pod jego wodzą chińscy tenisiści stołowi zdobywali od 2005 złote medale w drużynie oraz wszystkie złote i większość srebrnych medali zarówno w grach indywidualnych, jak i deblowych (oraz mikstach)na Mistrzostwach Świata oraz Igrzyskach Olimpijskich w Pekinie w 2008 r.
Starszy brat Liu Guolianga, Liu Guodong, jest aktualnie głównym trenerem drużyny narodowej Indonezji, ostatnio zrezygnował z prowadzenia Narodowej Drużyny Kobiet Singapuru.
Sprzęt
Jego styl gry jest oparty na wykorzystaniu krótkich czopów na forhendzie, gra uchwytem piórkowym. Jest prekursorem gry topspinem bekhendowym przy tym uchwycie. Używa deski STIGA Clipper, jego okładzina forhendowa to STIGA Clippa, a bekhendowa STIGA Mendo Energy.